# ارتش مقاومت پروردگار

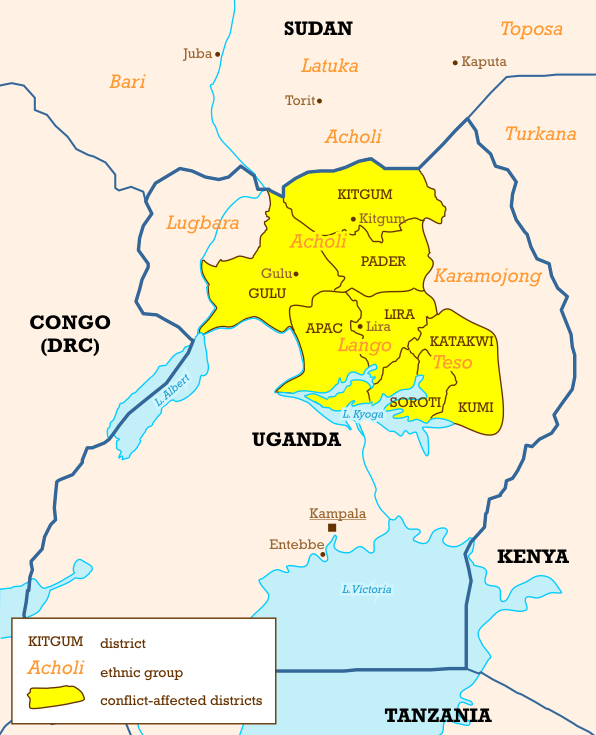
مناطق اوگاندا تحت تأثیر ارتش مقاومت پروردگار

ارتش مقاومت پروردگار (به انگلیسی: Lord's Resistance Army) گروه شبه‌نظامی بنیادگرای مسیحی در اوگاندا است که هدف خود را براندازی حکومت در اوگاندا و استقرار حکومت دینی بر مبنای ده فرمان اعلام کرده است. برخی از فرماندهان این گروه از جمله، رهبر گروه، به اتهام ارتکاب «جنایات جنگی و جنایت علیه بشریت»، تحت تعقیب دیوان کیفری بین‌المللی قرار دارند.

## اتهامات
ارتش مقاومت پروردگار متهم است که توسل به خشونت در مقابل غیرنظامیان را مجاز می‌داند و به خصوص به کشتار، تجاوز جنسی، شکنجه و قتل برای از بین‌بردن مخالفان یا ارعاب مردم و وادار کردن آنان به همکاری متوسل می‌شود.

## صدور حکم بازداشت بین‌المللی برای فرماندهان گروه
دیوان کیفری بین‌المللی مستقر در لاهه، در ۶ مه ۲۰۰۵، حکم بازداشت جوزف کنی و چهار تن دیگر از فرماندهان ارشد ارتش مقاومت پروردگار را به اتهام ارتکاب «جنایات جنگی و جنایت علیه بشریت» صادر کرد.

## کارزارها علیه گروه
در ماه مارس سال ۲۰۱۲ کارزاری علیه ارتش مقاومت پروردگار با انتشار فیلمی در تارنمای یوتیوب آغاز شد. فیلم گذاشته شده در اینترنت در کمتر از ۵ روز بیش از ۶۵ میلیون بازدیدکننده پیدا کرد.